# اكمة الواصى (مذيخرة)
اكمة الواصى

تعديل مصدري - تعديل

اكمة الواصى محلة تابعة لقرية الدهادة، التابعة لعزلة بني علي بمديرية مذيخرة إحدى مديريات محافظة إب في الجمهورية اليمنية، بلغ تعداد سكانها 129 حسب تعداد اليمن لعام 2004.